# 차별

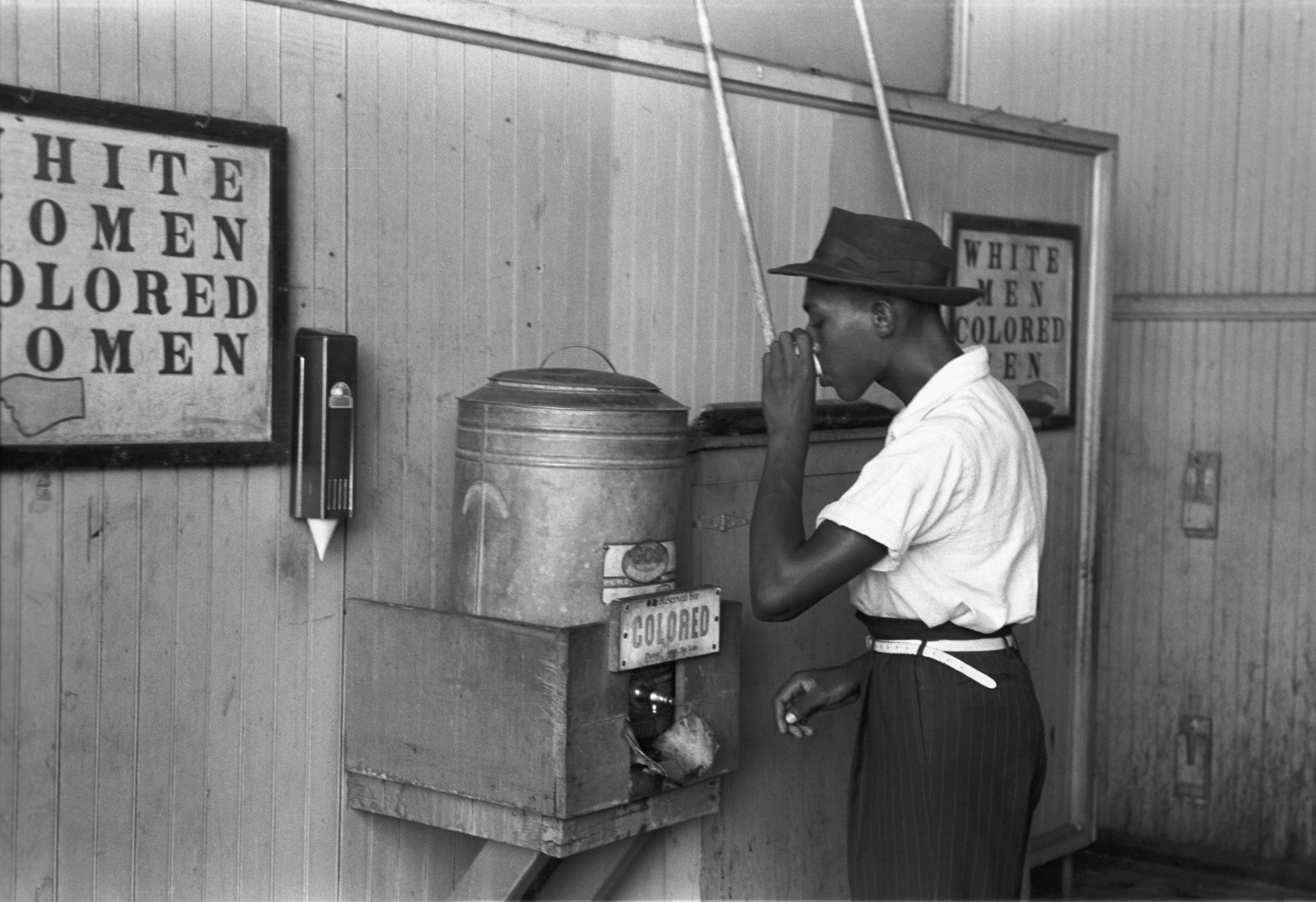
미국인 흑인 남성이 흑인 전용 급수대에서 물을 마시고 있다. 급수대 앞에는 유색인종 전용이라는 의미의 'COLORED'가 적혀 있다. 오클라호마시티에서 1939년 촬영.

차별(差別)은 사람들이 속하거나 속한다고 인지되는 집단, 계층 또는 기타 범주(예: 인종, 성별, 나이, 계급, 종교 또는 성적 지향)에 따라 불공정하거나 편견적인 구분을 하는 과정이다. 차별은 일반적으로 민족, 인종, 성별 또는 종교적 범주에 기반한 인지된 지위 때문에 집단이 불공정한 대우를 받게 한다. 이는 한 집단의 구성원에게 다른 집단의 구성원에게는 제공되는 기회나 특권을 박탈하는 것을 포함한다. 대한민국 국가인권위원회법에서는 합리적 이유 없이 종교, 장애, 나이, 신분, 학력, 이미 형(刑)의 효력이 없어진 전과, 성별, 외모, 성적 지향, 인종, 신체 조건, 국적, 나이, 출신 지역, 이념 및 정견 등의 이유로 고용, 모집, 채용, 교육, 배치, 승진, 임금 및 수당지급, 융자, 정년, 퇴직, 해고, 재화나 용역, 교통 및 상업시설 이용, 토지나 주거시설 공급, 직업훈련 등에 있어서 특정한 사람을 우대, 배제 등 불리하게 대우하는 행위를 "평등권 침해의 차별(差別)행위"로 정의한다.
차별적인 전통, 정책, 사상, 관행, 법률은 전 세계 많은 국가와 기관에 존재하며, 일부 지역에서는 그러한 차별이 일반적으로 비난받는다. 어떤 곳에서는 현재 또는 과거의 차별 피해자들의 균형을 회복하기 위해 할당량과 같은 상쇄 조치가 사용되기도 한다. 이러한 시도들은 종종 논란을 불러일으켰고, 때로는 역차별로 불리기도 했다.

## 어원
'discriminate'라는 용어는 17세기 초 영어에 등장했다. 이 단어는 라틴어 discriminat- '구별하다'에서 유래했으며, 동사 discriminare에서, 다시 discrimen '구별'(동사 discernere, 즉 "식별하다"에 해당)에서 파생되었다. 남북 전쟁 이후 'discrimination'이라는 용어는 일반적으로 미국 영어에서 개인의 인종에만 근거한 편견적 대우를 이해하는 방식으로 발전했으며, 나중에는 특정 사회적으로 바람직하지 않은 집단이나 사회적 범주의 구성원 자격으로 일반화되었다.
이 단어의 의미가 거의 보편화되기 전에는 "취향과 식별력"처럼 분별력, 재치, 문화의 동의어였으며, 일반적으로 칭찬할 만한 속성이었다. 반면 "discriminate against"는 흔히 비난받는 표현이었다.

## 정의
도덕 철학자들은 차별을 도덕화된 정의를 사용하여 정의했다. 이 접근법에 따르면, 차별은 특정 두드러진 사회 집단에 속한다는 이유로 사람들에게 부당하게 상대적인 불이익이나 박탈을 가하는 행위, 관행 또는 정책으로 정의된다. 이것은 비교적 정의이다. 개인이 차별을 받기 위해 실제로 해를 입을 필요는 없다. 단지 어떤 자의적인 이유로 다른 사람들보다 더 나쁘게 대우받으면 된다. 만약 누군가 고아를 돕기 위해 기부하기로 결정했지만, 인종차별적인 태도 때문에 특정 인종의 아이들에게는 더 적게 기부하기로 결정한다면, 그들에게 돈을 기부하여 실제로 혜택을 주더라도 차별적인 방식으로 행동하는 것이다. 차별은 또한 억압의 원천이 되기도 하는데, 이는 누군가를 '다르다'고 인식하여 비인간적이고 모욕적으로 대하는 행위이다.
차별에 대한 이러한 도덕화된 정의는 비도덕화된 정의와는 구별된다. 전자의 경우 차별은 정의상 잘못된 것이지만, 후자의 경우에는 그렇지 않다.
유엔의 차별에 대한 입장은 "차별적 행동은 여러 형태를 띠지만, 모두 어떤 형태의 배제나 거부를 포함한다"는 진술을 포함한다. 유엔 인권 이사회 및 기타 국제 기구들은 전 세계의 차별 종식을 위해 노력하고 있다.

## 유형

### 연령
연령 차별 또는 나이 차별은 나이를 근거로 한 차별 및 고정관념이다. 이는 개인의 나이를 근거로 한 차별이나 종속을 정당화하는 일련의 신념, 규범, 가치이다. 연령 차별은 주로 노인이나 청소년, 어린이에게 향한다.
미국에서는 고용 시 연령 차별이 존재하는 것으로 나타났다. 텍사스 A&M 대학교 부시 행정대학원의 조안나 라헤이 교수는 기업들이 나이 많은 구직자보다 젊은 구직자를 면접에 부를 확률이 40% 이상 높다는 사실을 발견했다. 유럽에서는 헨트 대학교의 스틴 바에르트, 제니퍼 노르가, 야닉 투이, 마리케 반 헤케 연구원들이 벨기에에서 유사한 비율을 측정했다. 그들은 나이 많은 구직자들이 추가 교육 기간 동안 수행한 활동에 따라 연령 차별이 이질적이라는 것을 발견했다. 벨기에에서는 비활동 기간이나 관련 없는 고용 기간이 길 때만 차별을 받는다.
영국 켄트 대학교의 한 설문조사에서 응답자의 29%가 연령 차별을 겪었다고 답했다. 이는 성 차별이나 인종 차별보다 높은 비율이다. 이 대학의 사회 심리학 교수인 도미닉 에이브럼스는 연령 차별이 영국 인구에서 가장 널리 퍼진 편견 형태라고 결론지었다.

### 카스트
유니세프와 휴먼 라이츠 워치에 따르면, 카스트 차별은 전 세계적으로 약 2억 5천만 명에게 영향을 미치며, 주로 아시아(인도, 스리랑카, 방글라데시, 파키스탄, 네팔, 일본)와 아프리카 일부 지역에서 만연해 있다. 틀:기준일 현재 인도에는 2억 명의 달리트 또는 지정 카스트(구 "불가촉천민")가 있었다.

### 장애
장애인에 대한 차별을 장애인 차별 또는 장애인 차별이라 부른다. 비장애인을 '정상적인 삶'의 기준으로 취급하는 장애 차별은 공공 및 사적인 장소와 서비스, 교육 환경, 사회 서비스가 '표준적인' 사람들을 위해 구축되어 다양한 장애를 가진 사람들을 배제하는 결과를 초래한다. 연구에 따르면 장애인은 생계를 꾸릴 기회를 얻기 위해 고용이 필요할 뿐만 아니라 정신 건강과 복지를 유지하기 위해서도 고용이 필요하다. 일은 집단적 목적, 사회적 접촉, 지위, 활동 등 개인의 여러 기본적인 욕구를 충족시킨다. 장애인은 종종 사회적으로 고립되는 경향이 있는데, 일은 이러한 고립을 줄이는 한 가지 방법이다. 미국에서는 미국 장애인법이 건물 및 서비스에 대한 동등한 접근성을 의무화하고 있으며, 이는 영국의 2010년 평등법과 같은 다른 국가의 유사한 법률과 병행된다.

### 언어

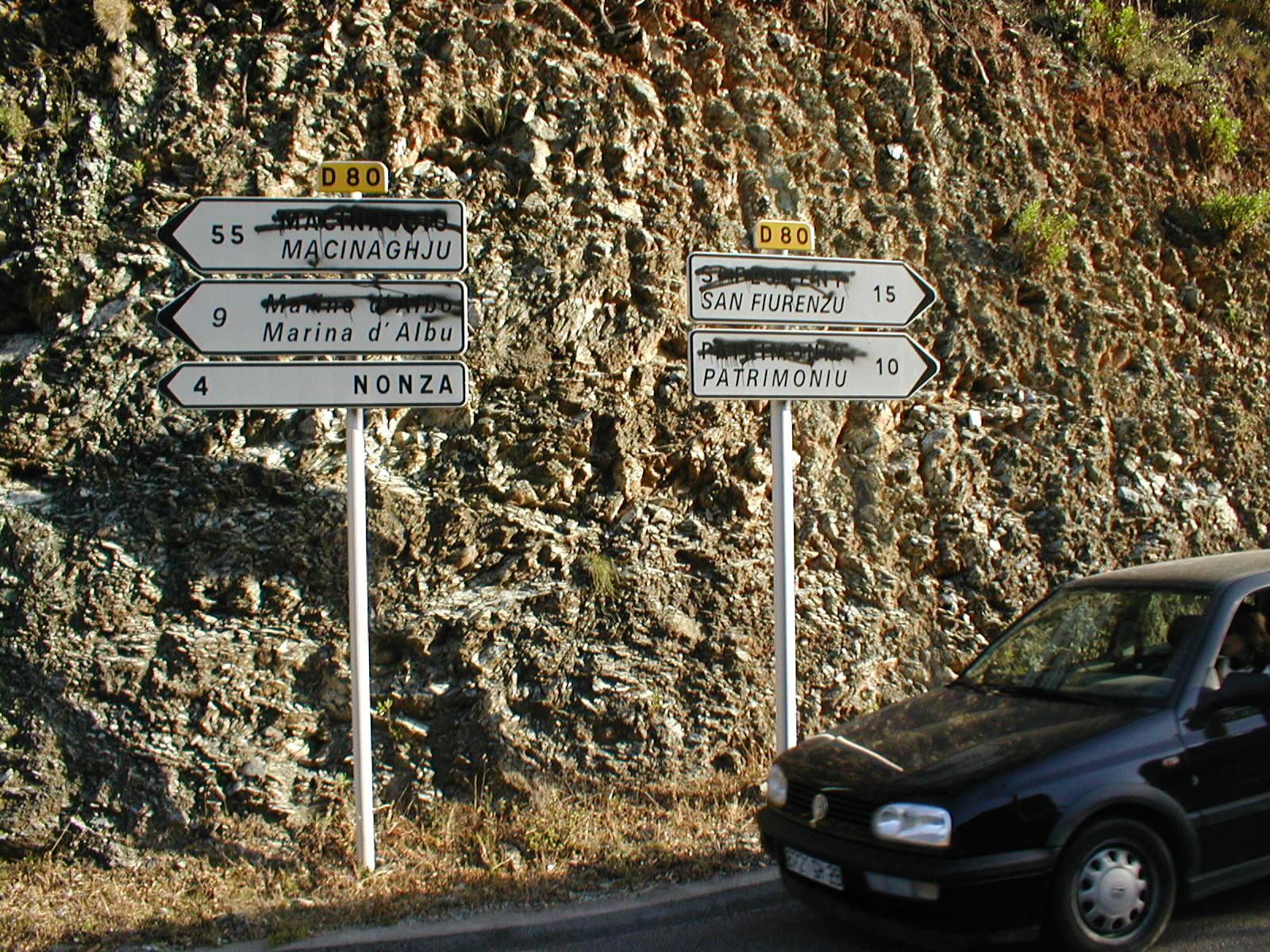
코르시카의 민족주의자들은 때때로 프랑스어로 된 교통 표지판에 스프레이 페인트를 칠하거나 총을 쏜다.

언어 차별은 언어 사용과 말의 특성(모어, 악센트, 어휘의 지각된 크기(화자가 복잡하고 다양한 단어를 사용하는지 여부), 양식, 구문)에 따라 사람들을 불공평하게 대하는 것이다. 예를 들어, 프랑스의 오크어 화자는 프랑스어 화자와 다르게 대우받을 가능성이 크다. 언어 사용의 차이에 따라 사람은 다른 사람의 부, 교육, 사회적 지위, 성격 또는 기타 특성에 대한 판단을 자동으로 내릴 수 있으며, 이는 차별로 이어질 수 있다. 이로 인해 지역화 이론을 둘러싼 공개 토론이 이어졌고, 마찬가지로 서구의 여러 국가에서 전반적인 다양성이 만연했다.
언어적 차별은 처음에는 인종 차별 행위로 간주되었다. 1980년대 중반, 언어학자 토베 스쿠트나브-칸가스(Tove Skutnabb-Kangas)는 언어 기반 차별이라는 개념을 언어주의(linguicism)로 정의했는데, 이는 "언어를 기준으로 정의된 집단 간의 불평등한 권력과 자원(물질적, 비물질적) 분할을 정당화, 실현, 재생산하는 데 사용되는 이념과 구조"로 정의되었다. 이러한 형태의 차별에 대해 여러 가지 이름이 주어졌지만 모두 동일한 정의를 가지고 있다. 언어적 차별은 다른 언어 사용보다 특정 언어 사용을 선호하기 때문에 문화적, 사회적으로 결정된다.
학자들은 언어주의에서 언어적 제국주의의 역할을 분석했으며, 일부는 지배적인 언어의 화자가 다른 덜 지배적인 언어의 화자에 대한 차별을 선호하는 반면, 단일 언어 사용자로 남아 언어적으로 불리하다고 주장한다. 학자 캐럴린 매킨리에 따르면, 이러한 현상은 대부분 아프리카에서 발견되는데, 아프리카 인구의 대부분은 식민지 시대에 도입된 유럽 언어를 사용한다. 아프리카 국가들은 또한 토착어 대신 유럽어를 주요 교육 매체로 제정한 것으로 알려져 있다. UNESCO 보고서는 역사적으로 이것이 아프리카 상류 계층에게만 이로운 반면, 대륙 전체에서 사용되는 유럽어에 대한 유창함 수준이 다른 아프리카 인구의 대다수에게는 불리하게 작용했다고 지적했다. 학자들은 또한 영어의 언어적 우세가 학문 분야에 미치는 영향을 지적했다. 학자 안나 비에르즈비카는 사회 과학 및 인문학과 같은 학문이 "영어에 기반을 둔 개념적 틀에 갇혀" 학계 전체가 "더 보편적이고 문화에 독립적인 관점"에 도달하지 못하게 한다고 설명했다.

### 이름
사람의 이름을 기반으로 한 차별도 발생할 수 있으며, 연구자들은 이러한 형태의 차별이 이름의 의미, 발음, 독특함, 성별 연관성, 인종 연관성에 따라 존재한다고 제안한다. 연구에 따르면 실제 채용 담당자들은 초기 "적합/부적합" 선별 결정을 내리기 전에 각 이력서를 평균 6초만 검토하며, 이름은 그들이 가장 집중하는 6가지 요소 중 하나이다. 프랑스는 가장 적합한 후보자 초기 목록을 선별할 때 이력서에 있는 사람의 이름을 보는 것을 불법으로 만들었다. 영국, 독일, 스웨덴, 네덜란드도 이름 없는 요약 과정 실험을 진행했다. 일부 명백한 차별은 이름 빈도와 같은 다른 요인으로 설명될 수 있다. 이름의 유창성에 기반한 이름 차별의 효과는 미묘하고 작으며 규범 변화에 크게 영향을 받는다.

### 국적
대부분 국가의 차별금지법은 국적 및 이민 신분을 기반으로 한 차별에 대해 예외를 허용하고 있다. 모든 형태의 인종차별 철폐에 관한 국제협약(CERD)은 국적, 시민권 또는 귀화에 의한 차별을 금지하지 않지만 "특정 국적에 대한" 차별을 금지한다.
국적에 따른 차별은 일반적으로 고용 관련 법률에 포함된다. (위의 고용 차별에 대한 부분 참조). 이는 인종 차별과 함께 묶여 언급되기도 하지만 별개일 수도 있다. 국적에 따른 차별은 국적을 이유로 한 채용 거부, 출신지에 대한 질문, 해고 금지, 강제 은퇴, 보상 및 급여 등에 대한 금지 조항까지 다양하다.
국적에 따른 차별은 스포츠 팀이나 직장 팀에서 새로운 팀원이나 직원들을 받아들이는 "수용 수준"으로 나타날 수 있으며, 이는 팀원 대다수의 국적과 다른 사람들에게 나타난다.
GCC 국가들에서는 직장에서 정식 시민들에게 특혜 대우를 제공하며, 심지어 그들 중 다수는 직무 경험이나 동기가 부족하더라도 그러하다. 주정부 혜택도 일반적으로 시민들에게만 제공된다. 서구인들은 다른 외국인들보다 더 많은 급여를 받을 수도 있다.

### 인종 또는 민족

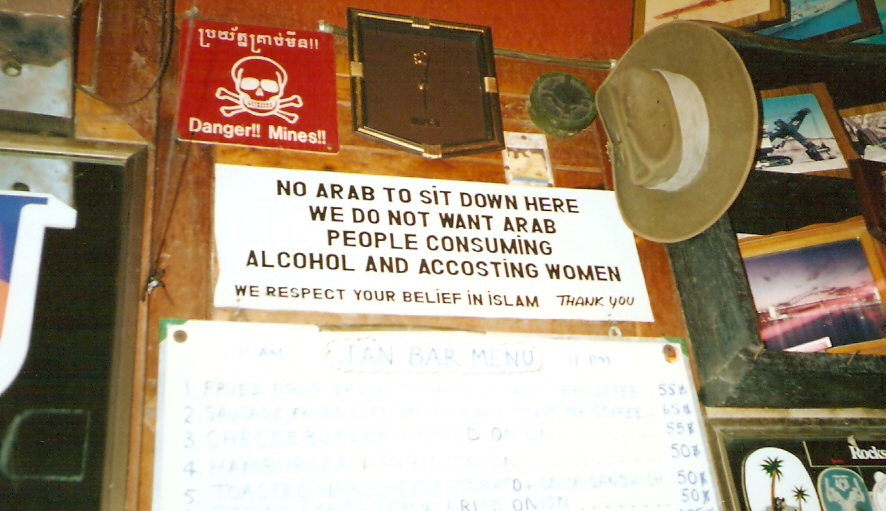
반아랍 표지판 파타야 해변, 태국

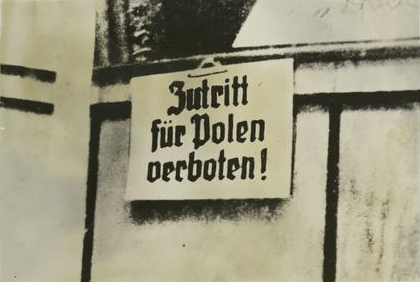
1939년 독일 점령 폴란드의 독일 경고문 – "폴란드인 출입 금지!"

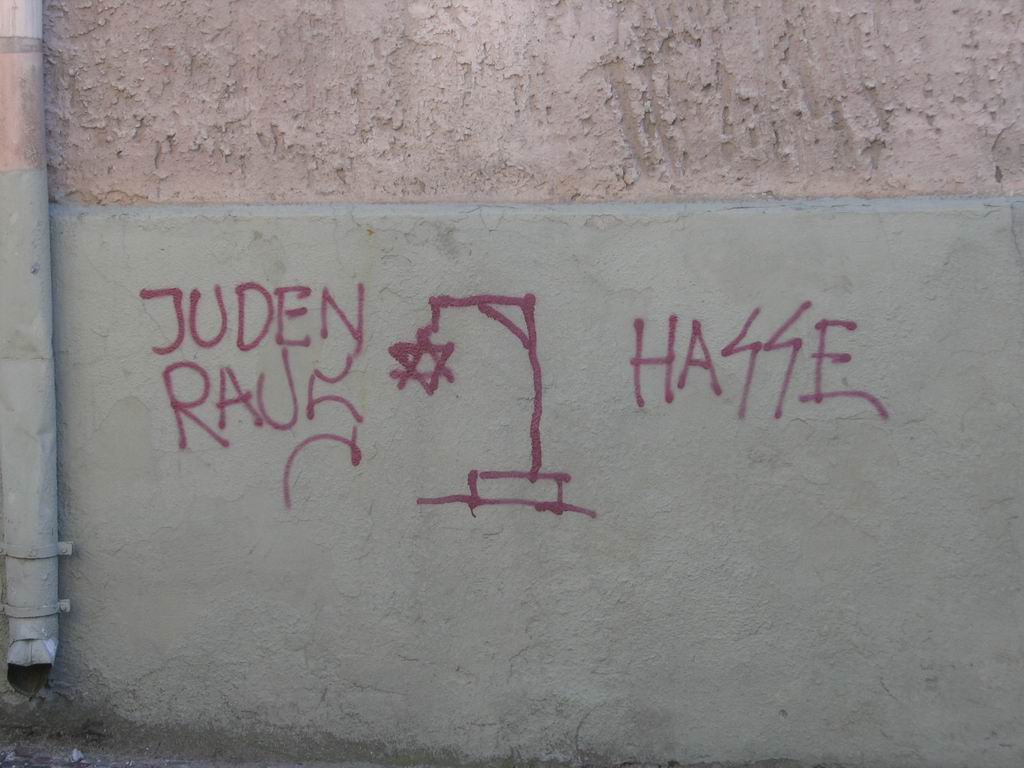
반유대주의 리투아니아 낙서. Juden raus (독일어로 유대인 나가)와 Hasse (아마도 Hass의 오타, 독일어로 증오)라는 글이 적혀 있다.

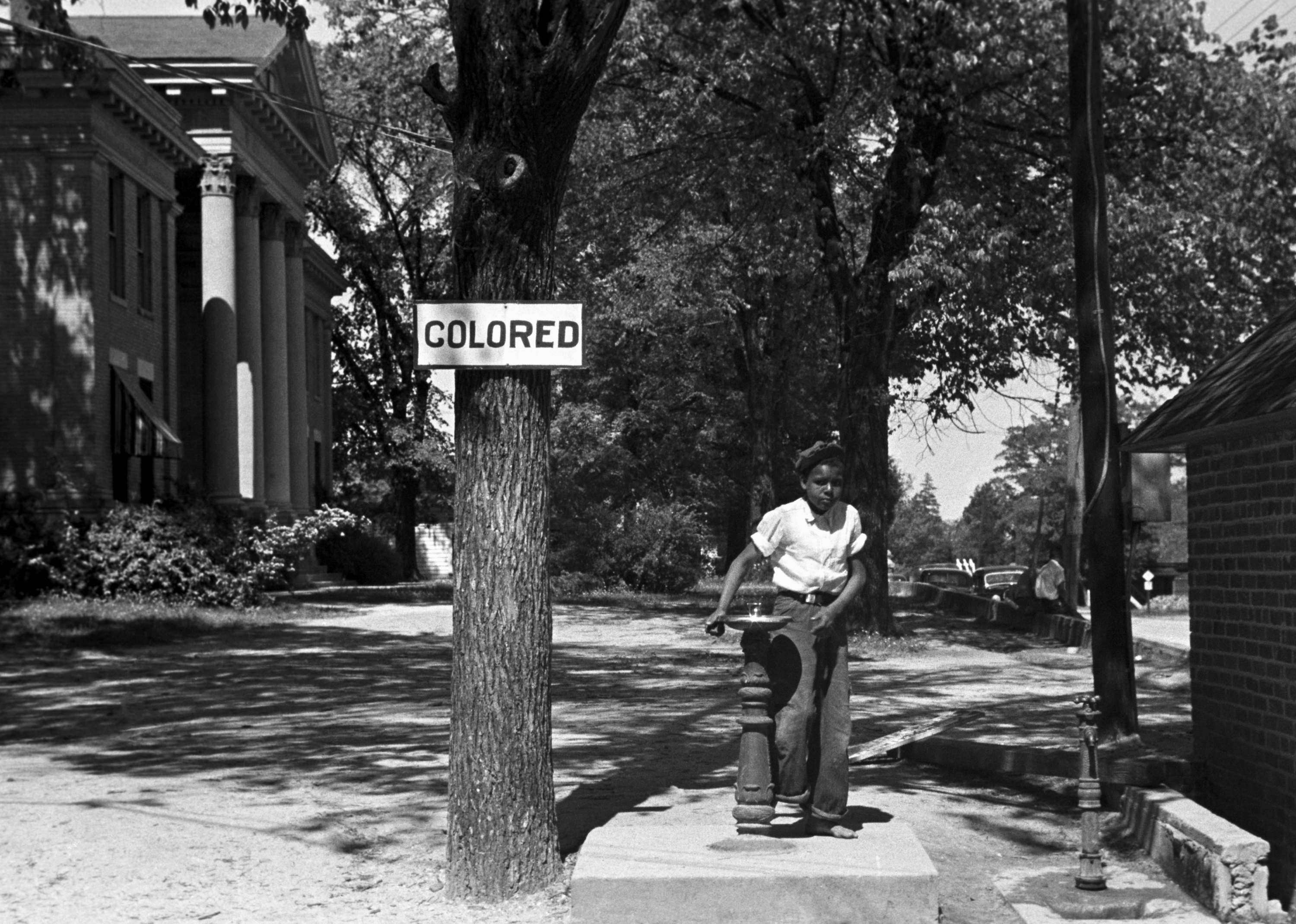
1938년 미국 노스캐롤라이나주 법원 잔디밭의 인종 분리된 식수대에서 물을 마시는 아프리카계 미국인 어린이

인종 및 민족 차별은 실제 및 인지된 인종 및 민족 차이에 따라 개인을 차별하며 다양한 형태의 민족적 불이익으로 이어진다. 또한 인간 집단이 신체적 외모에 해당하는 다른 행동 특성을 가지고 있으며, 한 인종의 우월성에 따라 나뉠 수 있다는 믿음을 의미할 수도 있다. 또한 다른 인종 또는 민족 출신이라는 이유로 다른 사람들에게 향하는 편견, 차별 또는 적대감을 의미할 수도 있다.
인종 차별의 현대적 변형은 종종 민족 간의 생물학적 차이에 대한 사회적 인식에 기반을 둔다. 이러한 견해는 사회적 행동, 관행 또는 신념의 형태로 나타날 수 있으며, 또는 추정되는 공유된 유전적 특성, 능력 또는 자질에 기반하여 다른 인종이 서로에게 본질적으로 우월하거나 열등하다고 순위가 매겨지는 정치 체제의 형태를 띨 수 있다. 이는 남아프리카 공화국의 아파르트헤이트 시대와 같이 여러 국가에서 공식적인 정부 정책이었다. 소수 민족에 대한 차별 정책에는 말레이시아의 말레이시아계 인도인 및 중국인에 대한 인종 기반 차별이 포함된다. 다인종주의 개념은 인종 차별의 다양한 형태를 설명하는 데 사용되었다. 베트남 전쟁 이후 많은 베트남 난민들이 호주와 미국으로 이주했으며, 그곳에서 차별을 겪었다.

### 지역
지역 또는 지리적 차별은 사람이 거주하는 지역 또는 태어난 지역을 기반으로 하는 차별의 한 형태이다. 이는 국가 경계나 피해자가 거주하는 국가를 기반으로 하지 않고, 대신 하나 이상의 국가의 특정 지역에 대한 편견을 기반으로 한다는 점에서 국가 차별과 다르다. 예를 들어, 중국 내 도시에서 멀리 떨어진 시골 지역에서 태어난 중국인에 대한 차별, 그리고 미국 남부 또는 북부 지역 출신 미국인에 대한 차별이 있다. 이는 종종 억양, 방언 또는 문화적 차이에 기반한 차별과 동반된다.

### 종교적 신념

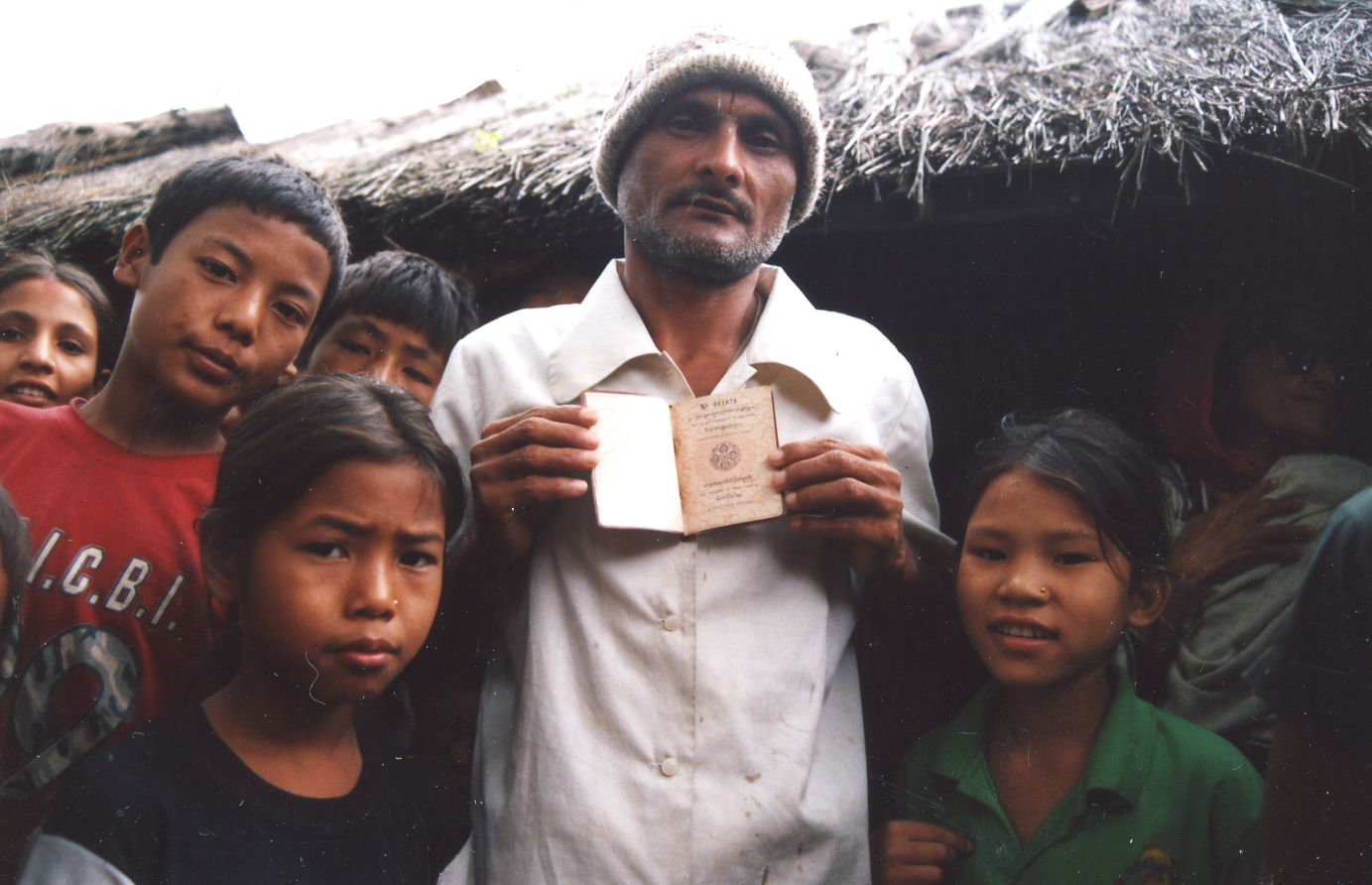
1990년대, 부탄은 힌두교도를 부탄의 불교 문화와 정체성을 보존하기 위해 부탄에서 추방하거나 강제로 떠나게 했다.

종교적 차별은 사람들이 믿거나 믿지 않는 것, 또는 특정 종교에 대한 그들의 감정 때문에 사람이나 집단을 다르게 평가하거나 대우하는 것이다. 예를 들어, 독일의 유대인 인구, 나아가 유럽의 상당 부분은 1933년에서 1945년 사이에 아돌프 히틀러와 그의 나치당의 차별을 받았다. 그들은 게토에 살고, 옷에 다윗의 별을 표시해야 했으며, 시골 독일과 폴란드의 강제 수용소와 죽음의 수용소로 보내져 고문당하고 살해당했는데, 이 모든 것이 유대교 때문이었다. 많은 법률(가장 두드러진 것은 1935년의 뉘른베르크법)은 유대교 신앙인들을 기독교 인구보다 열등하다고 간주하며 분리했다.
유대인들이 가질 수 있는 직업의 종류에 대한 제한은 기독교 당국에 의해 부과되었다. 지역 통치자와 교회 관리들은 많은 직업을 종교적인 유대인들에게 폐쇄하여 그들을 세금 및 임대료 징수, 고리대금과 같이 사회적으로 열등하다고 여겨지는 주변적인 역할로 몰아넣었는데, 이는 "필요악"으로만 용인되었다. 다른 곳에 거주가 허용된 유대인의 수는 제한되었고, 그들은 게토에 집중되어 토지 소유가 금지되었다. 사우디아라비아에서는 비무슬림들이 공개적으로 종교를 실천하는 것이 허용되지 않으며, 메카와 메디나에 들어갈 수 없다. 또한 비무슬림의 사적인 종교 모임은 이슬람 종교경찰에 의해 급습당할 수 있다. 몰디브에서는 거주 및 방문하는 비무슬림들이 공개적으로 종교적 신념을 표현하거나, 종교 활동을 위해 공개 집회를 개최하거나, 몰디브인들을 그러한 활동에 참여시키는 것이 금지되어 있다. 이슬람 외의 종교적 신념을 표현하는 자는 최대 5년의 징역 또는 가택 연금, 5,000에서 20,000루피아(320~1,300달러)의 벌금, 추방에 처해질 수 있다.
1979년 이 문제에 대한 자문에서 미국 민권 위원회는 민권과 관련하여 종교적 차별을 정의했다. 이는 미국 수정 헌법 제14조에 의해 보장되는 권리이다. 종교적 신념을 가질 권리 또는 가지지 않을 권리와 같은 종교적 시민 자유가 종교의 자유(미국에서는 미국 수정 헌법 제1조에 의해 보장됨)에 필수적이지만, 종교적 차별은 개인이 자신의 종교적 자유권을 행사했기 때문에 "법 앞의 평등한 보호, 법 앞의 동등한 지위, 사법 행정에서의 동등한 대우, 고용, 교육, 주거, 공공 서비스 및 시설, 공공 숙박 시설에 대한 동등한 기회 및 접근"을 거부당할 때 발생한다.

### 성별, 성 특성, 젠더 및 젠더 정체성
성 차별은 사람의 성별이나 젠더에 기반한 차별의 한 형태이다. 이는 고정관념과 성 역할과 관련이 있으며, 한 성별이나 젠더가 다른 성별보다 본질적으로 우월하다는 믿음을 포함할 수 있다. 극심한 성 차별은 성희롱, 강간 및 기타 형태의 성폭력을 조장할 수 있다. 젠더 차별은 성 차별을 포함할 수 있으며, 사람의 성정체성 또는 젠더나 성별 차이에 기반한 차별이다. 젠더 차별은 특히 직장 내 불평등의 측면에서 정의된다. 이는 사회적 또는 문화적 관습과 규범에서 비롯될 수 있다.
간성인들은 선천적이고 비정형적인 성 특성으로 인해 차별을 겪는다. 여러 관할권에서는 이제 간성 지위 또는 성 특성을 이유로 개인을 보호한다. 남아프리카는 '성별' 속성의 일부로 간성을 명시적으로 법률에 추가한 최초의 국가이다. 호주는 '간성 지위'라는 독립적인 속성을 추가한 최초의 국가이다. 몰타는 미성년자의 성 특성 수정 행위를 사회적 및 문화적 이유로 종식시키는 법률을 통해 '성 특성'이라는 더 넓은 틀을 채택한 최초의 국가이다. 유엔 지속가능 개발 목표 5와 같은 전 세계적인 노력도 성별에 기반한 모든 형태의 차별을 종식시키는 것을 목표로 한다.

### 성적 지향

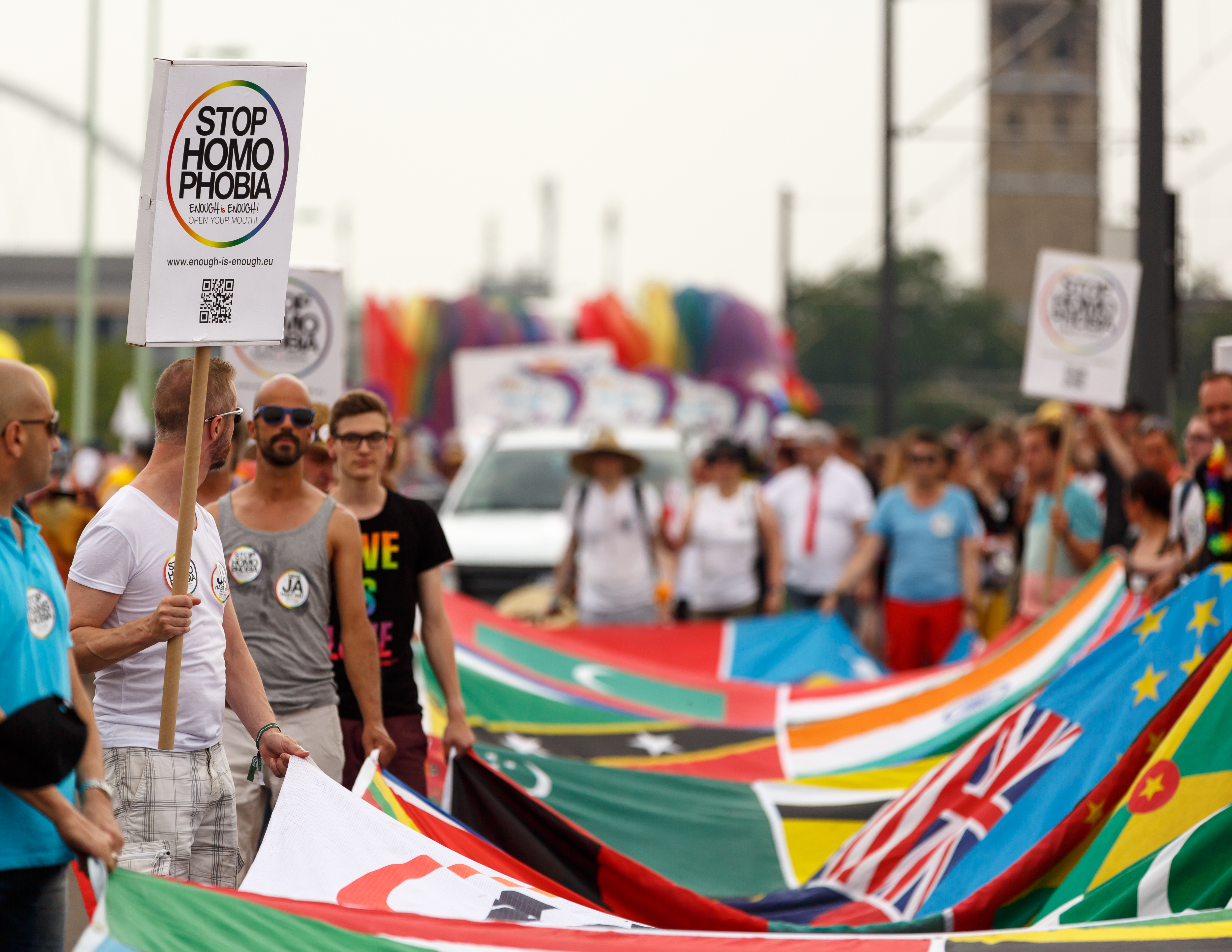
쾰른 프라이드에 참가한 LGBT 활동가들이 동성애가 불법인 70여 개국의 국기들이 그려진 현수막을 들고 있다.

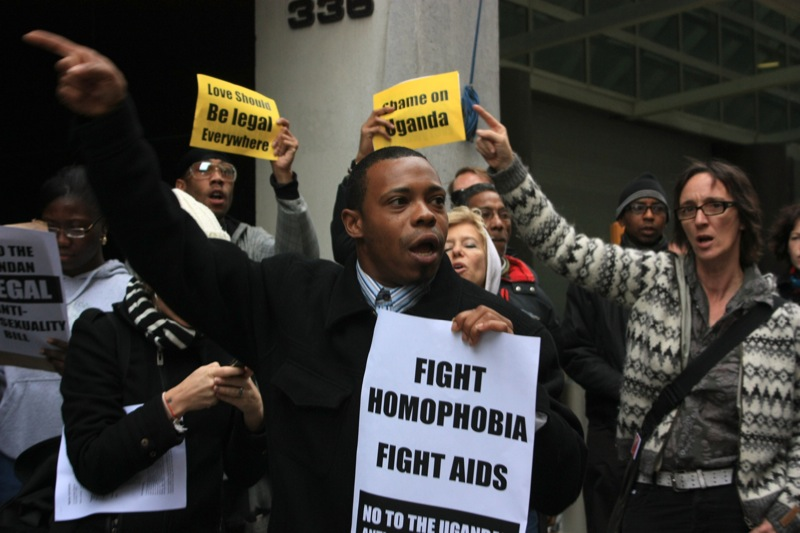
뉴욕 시에서 우간다의 반동성애법에 반대하는 시위

개인의 성적 지향은 "동성애, 이성애 또는 양성애에 대한 선호"이다. 대부분의 소수 집단과 마찬가지로, 동성애자와 양성애자들은 다수 집단으로부터의 편견과 차별에 취약하다. 그들은 자신들의 성적 지향 때문에 다른 사람들의 증오를 경험할 수 있는데, 이러한 증오를 지칭하는 용어는 종종 동성애 혐오라고 불린다. 많은 사람들은 비이성애적 지향을 가진 사람들에 대해 부정적인 감정을 가지고 있으며, 그러한 지향을 가진 사람이나 가진 것으로 생각되는 사람들을 차별한다. 다른 비정상적인 성적 지향을 가진 사람들도 차별을 경험한다. 한 연구에서는 이성애자 표본이 동성애자나 양성애자보다 무성애자에 대해 더 많은 편견을 가지고 있음을 발견했다.
성적 지향에 따른 고용 차별은 국가마다 다르다. 레즈비언 성적 지향을 드러내는 것(예: 레인보우 단체 참여 언급 또는 파트너 이름 언급을 통해)은 키프로스와 그리스에서는 고용 기회를 낮추지만, 스웨덴과 벨기에에서는 전반적으로 부정적인 영향을 미치지 않는다. 후자의 국가에서는 심지어 가임기 여성의 경우 레즈비언 성적 지향을 드러내는 것이 긍정적인 효과를 보이기도 한다.
이러한 학술 연구 외에 2009년 ILGA는 스웨덴 스톡홀름 쇠데르토른 대학의 다니엘 오토슨이 수행한 연구를 바탕으로 보고서를 발표했다. 이 연구에 따르면 전 세계 80개국이 여전히 동성애를 불법으로 간주하며, 이 중 5개국은 동성애 활동에 대해 사형을 부과하고, 2개국은 일부 지역에서 사형을 부과한다. 이 보고서에서는 이를 "국가 주도 동성애 혐오"라고 기술한다. 이러한 현상은 이슬람 국가에서 또는 이슬람 권한 하의 두 지역에서 발생한다. 2005년 2월 5일, IRIN은 "이라크: 남성 동성애는 여전히 금기"라는 보고서를 발표했다. 이 기사는 특히 이라크인들이 동성애자 가족 구성원에 대해 명예 살인을 저지르는 경우가 흔하며 일부 법적 보호를 받는다고 언급했다. 2009년 8월, 휴먼 라이츠 워치는 이라크에서 동성애자로 지목된 남성들이 겪는 고문을 상세히 다룬 광범위한 보고서를 발표했다. 여기에는 남성의 항문에 접착제를 바른 다음 완하제를 투여하는 방식도 포함되었다. 남아프리카 공화국에서는 2006년부터 동성결혼이 합법화되었지만, 동성 결합은 종종 "비아프리카적"이라고 비난받는다. 2009년에 실시된 연구에 따르면 웨스턴케이프주 출신 흑인 레즈비언의 86%가 성폭행에 대한 두려움 속에서 살고 있다.

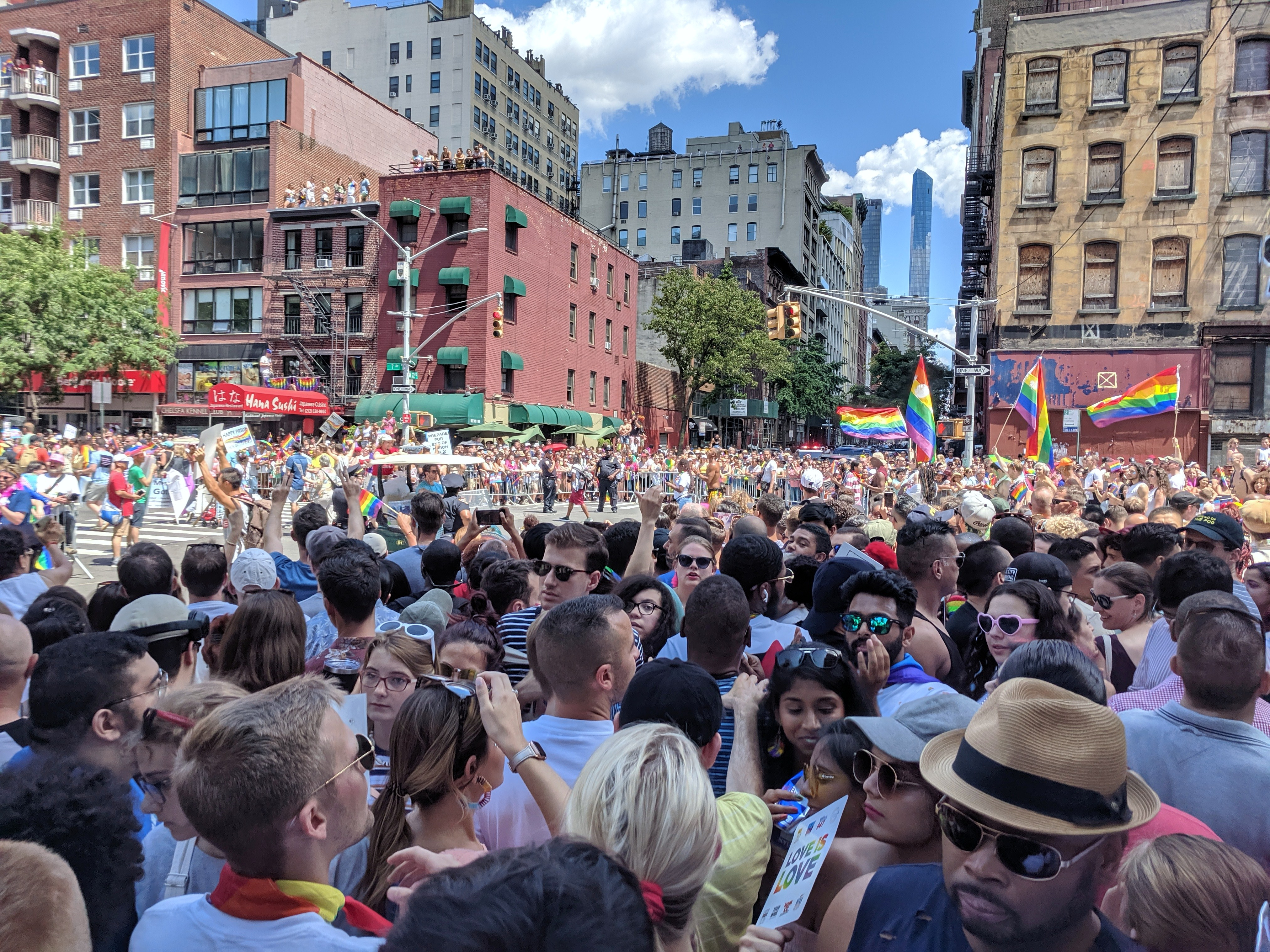
뉴욕 프라이드 행진은 세계에서 가장 큰 성소수자 행사이다. 세계 각지에서 차별의 반대 개념인 관용의 지역적 차이가 존재한다.

서구권 국가들을 중심으로 여러 나라에서는 동성애자에 대한 증오범죄 및 직장 내 차별 금지법을 포함하여 성 소수자들에 대한 차별을 완화하기 위한 조치를 통과시켰다. 일부 국가에서는 동성 커플에게 이성 커플과 동일한 보호와 혜택을 제공하기 위해 동성결혼 또는 시민 결합을 합법화하기도 했다. 2011년 유엔은 성소수자 권리를 인정하는 최초의 결의안을 통과시켰다.

### 역차별

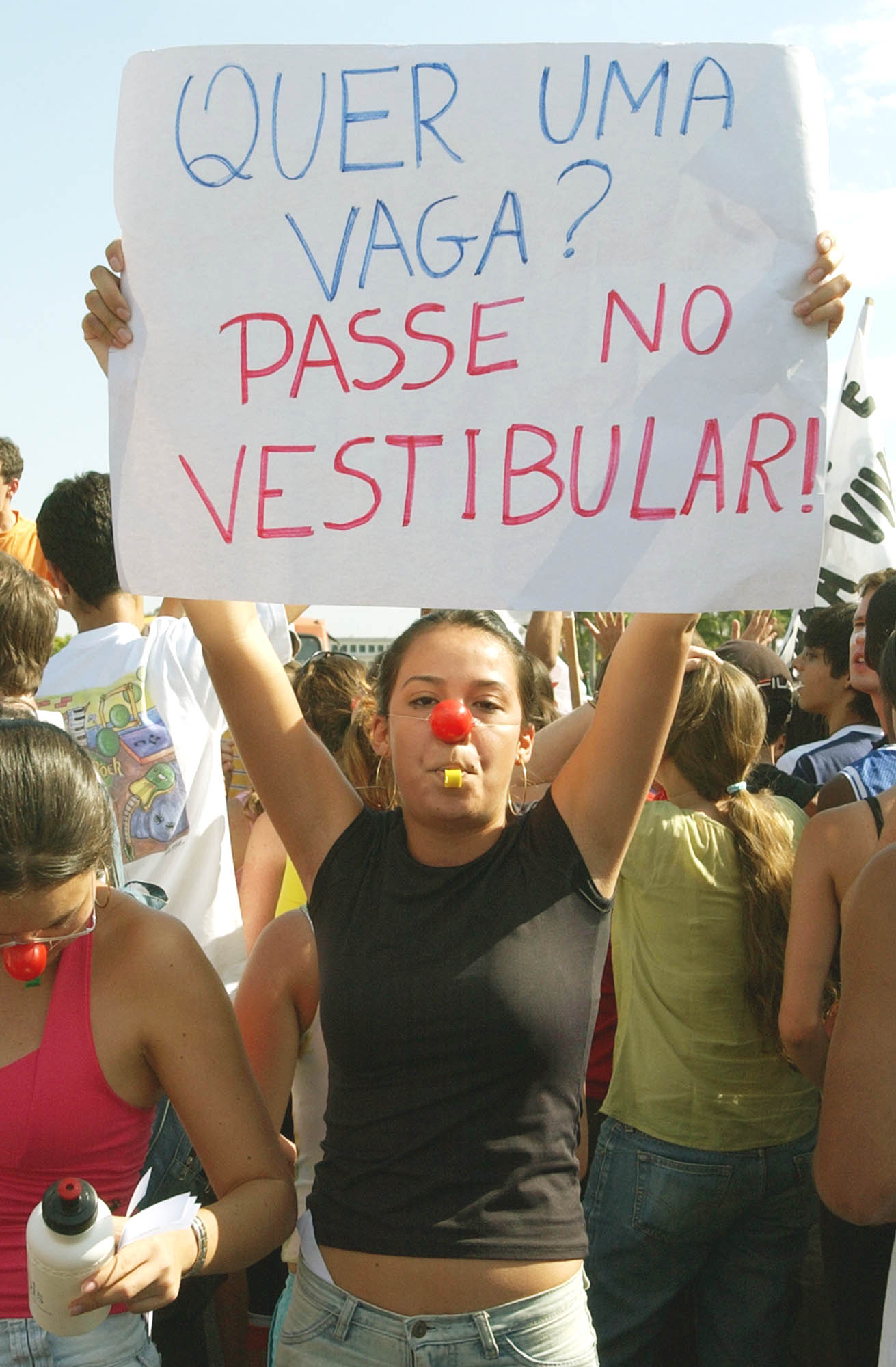
브라질의 인종 할당제에 반대하는 학생 시위: "자리를 원한다면, 입학 시험에 합격하라!" ("Quer uma vaga? Passe no vestibular!")

역차별은 소수 집단 또는 역사적으로 소외된 집단의 구성원을 우대하기 위해 지배적이거나 다수 집단의 구성원을 차별하는 것이다.
이러한 차별은 소수 집단이 다수 집단이 누리는 특권에 대한 접근성이 낮았던 사회적 불평등을 시정하기 위한 것일 수 있다. 이러한 경우, 이는 소수 집단이 이미 직면하고 있을 수 있는 차별을 제거하기 위한 의도를 가진다. 역차별은 대학 입학이나 고용과 같이, 소수 집단에 대한 이전 차별을 시정하기 위해 고안된 우대 정책으로 인해 다수 집단 구성원에게 발생하는 불평등한 대우로 정의될 수 있다.
적극적 우대조치를 역차별로 개념화하는 것은 1970년대 초중반에 인기를 얻었다. 이 시기는 정부와 기업 모두에서 과거 차별의 영향을 시정하기 위한 불충분한 대표성과 행동 정책에 초점을 맞춘 시기였다.

## 차별금지법

### 호주
- 1975년 인종 차별법
- 1984년 성 차별법
- 1992년 장애인 차별법
- 2004년 연령 차별법

### 캐나다
- 온타리오 인권법 1962
- 캐나다 인권법 1977[91]

### 홍콩
- 성 차별 조례 (1996)

### 인도
인도의 헌법 제15조는 카스트, 종교, 성별, 인종 또는 출생지 등을 이유로 어떤 시민에 대해서도 차별을 금지한다. 마찬가지로, 인도의 헌법은 성별에 관계없이 모든 시민에게 여러 권리를 보장하며, 예를 들어 제14조에 따른 평등권, 제21조에 따른 생명권 및 개인의 자유권 등이 있다.
인도 형법, 1860년 (제153조 A항) – 인종, 카스트, 성별, 출생지, 종교, 성 정체성, 성적 지향 또는 기타 범주를 기반으로 한 차별 또는 폭력을 조장하는 언어 사용을 범죄화한다.

### 이스라엘
- 2000년 상품, 서비스 및 엔터테인먼트 및 공공 장소 출입 차별 금지법
- 1988년 고용 (균등 기회) 법
- 1998년 장애인 권리 평등법

### 네덜란드
- 네덜란드 형법(Wetboek van Strafrecht) 제137c조 1항은 인종, 종교, 성적 지향(이성애 또는 동성애), 장애(신체적, 정신적 또는 정신과적)를 이유로 한 집단에 대한 모욕을 공공장소에서 또는 연설, 글, 그림으로 금지한다. 최대 1년의 징역 또는 3등급 벌금형에 처할 수 있다.[95][96]
- 2항은 상습적이거나 2인 이상이 범행한 경우 최대 징역 2년, 최대 벌금 4등급[97]으로 가중한다.
- 제137d조는 위에 명시된 집단에 대한 차별이나 증오를 선동하는 행위를 금지한다. 제137c조와 동일한 처벌이 적용된다.[98]
- 제137e조 1항은 공식적인 메시지 외에 차별적인 진술을 발표하거나 (차별적인 정보를 포함하는) 물건을 요청 없이 넘겨주는 행위를 금지한다. 최대 징역 6개월 또는 3등급 벌금형에 처할 수 있다.[95][99]
- 2항은 상습적이거나 2인 이상이 범행한 경우 최대 징역 1년, 최대 벌금 4등급[97]으로 가중한다.
- 제137f조는 금전이나 물품을 제공하여 차별적 활동을 지원하는 것을 금지한다. 최대 징역 3개월 또는 2등급 벌금형에 처할 수 있다.[100][101]

### 영국
- 1970년 동일 임금법 – 동일한 작업에 대한 동일 임금 제공.
- 1975년 성 차별법 – 직장에서 여성 또는 남성에 대한 차별, 결혼 여부에 따른 차별을 불법화.
- 1998년 영국 인권법 – 모든 형태의 차별적 불균형을 시정할 수 있는 더 넓은 범위 제공.
- 2010년 평등법 – 차별금지법의 기초를 형성했던 이전 법률 및 규정을 통합, 업데이트 및 보완.[102][103][104]

### 미국
- 1963년 동일 임금법[105] (미국 공정근로기준법의 일부) – 고용주와 노동조합의 성별에 따른 임금 차별을 금지한다.
- 1964년 민권법 – 고용, 해고, 인력 감축, 혜택, 성희롱 등 직장 내 차별을 광범위하게 금지하는 여러 조항을 포함한다.[106]
- 1968년 공정 주택법은 인종, 피부색, 국적, 종교, 성별, 가족 상태 또는 장애를 이유로 한 주택 판매 또는 임대 차별을 금지했다. 공정 주택 및 균등 기회 사무국은 이 법의 관리 및 집행을 담당한다.
- 1978년 임신 차별 금지법, 1964년 민권법 제7장을 개정 – 직장 내 임신에 따른 차별을 다룬다.[107]
- 1994년 여성에 대한 폭력법
- 플로리다주 주 법령 760에 명시된 민권법과 같이 많은 주에서 차별금지법을 시행하고 있다.[108]

### 유엔 문서
차별을 다루는 중요한 유엔 문서에는 다음이 포함된다.
- 세계 인권 선언은 1948년 12월 10일 유엔 총회에서 채택된 선언이다. 이 선언은 다음과 같이 명시한다. "모든 사람은 인종, 피부색, 성별, 언어, 종교, 정치적 또는 기타 의견, 국적 또는 사회적 출신, 재산, 출생 또는 기타 지위에 따른 어떠한 종류의 구별도 없이 이 선언에 명시된 모든 권리와 자유를 누릴 자격이 있다."[109]
- 모든 형태의 인종차별 철폐에 관한 국제협약(ICERD)은 유엔 협약이다. 이 협약은 회원국들에게 인종 차별 철폐를 약속한다. 이 협약은 1965년 12월 21일 유엔 총회에서 채택되고 서명을 위해 개방되었으며, 1969년 1월 4일에 발효되었다.
- 여성에 대한 모든 형태의 차별 철폐에 관한 협약(CEDAW)은 1979년 유엔 총회에서 채택된 국제 조약이다. 여성의 국제 권리장전으로 묘사되며, 1981년 9월 3일 발효되었다.
- 장애인의 권리에 관한 협약은 유엔의 국제 인권 조약이다. 협약 당사국들은 장애인의 인권 향상, 보호 및 완전한 향유를 촉진하고, 그들이 법률 아래 완전한 평등을 누리도록 보장할 의무가 있다. 이 문서는 2006년 12월 13일 유엔 총회에서 채택되었고, 2007년 3월 30일에 서명을 위해 개방되었다. 20번째 당사국이 비준한 후 2008년 5월 3일에 발효되었다.

## 국제 협력
- 인종 차별 및 차별에 반대하는 글로벌 포럼[110]
- 유네스코가 2004년에 출범한 포괄적이고 지속 가능한 도시 국제 연합(ICCAR)[111]
- 노예 루트 프로젝트

## 이론과 철학
사회 이론인 평등주의는 사회적 평등이 지배해야 한다고 주장한다. 대부분의 선진국을 포함한 일부 사회에서는 각 개인의 시민 자유에 정부가 후원하는 사회적 차별로부터 자유로울 권리가 포함된다. 모든 동물이 고통이나 아픔을 느낄 수 있다는 믿음 때문에, 폐지주의 또는 비거니즘 평등주의는 모든 개체(종에 관계없이)의 이익이 인간의 이익과 동등하게 고려되어야 하며, 그렇게 하지 않는 것은 종차별주의라고 주장한다.
철학자들은 차별의 정의가 얼마나 포괄적이어야 하는지에 대해 논쟁해왔다. 일부 철학자들은 차별은 주어진 맥락에서 사회적으로 두드러진 집단(인종, 성별, 성적 지향 등)과 관련하여 부당하거나 불리한 대우만을 지칭해야 한다고 주장했다. 이 견해에 따르면, 차별 개념을 제한하지 않으면 너무 포괄적이 되어 의미가 없어진다. 예를 들어, 대부분의 살인이 가해자와 피해자 간의 어떤 인지된 차이 때문에 발생하므로, 사회적 두드러짐 요건이 포함되지 않으면 많은 살인이 차별을 구성하게 될 것이다. 따라서 이 견해는 차별의 정의를 너무 포괄적으로 만들면 의미가 없어진다고 주장한다. 반대로, 다른 철학자들은 차별은 집단의 사회적 두드러짐에 관계없이 단순히 부당하고 불리한 대우를 지칭해야 한다고 주장하며, 개념을 사회적으로 두드러진 집단으로만 제한하는 것은 자의적이며, 어떤 집단이 사회적으로 두드러진 것으로 간주될지 결정하는 문제도 제기한다고 말한다. 어떤 집단을 포함시켜야 하는지에 대한 문제는 많은 정치적, 사회적 논쟁을 야기했다.
현실 갈등 이론과 사회 정체성 이론을 바탕으로, 루빈과 휴스톤은 세 가지 유형의 차별 간의 구별을 강조했다.
1. 현실적 경쟁은 자기 이익에 의해 주도되며, 집단 내 구성원을 위한 물질적 자원(예: 식량, 영토, 고객) 획득을 목표로 한다(예: 자신을 포함한 구성원들을 위해 더 많은 자원을 얻기 위해 집단 내를 선호하는 것).
2. 사회적 경쟁은 자존감의 필요에 의해 주도되며, 유사한 외부 집단에 비해 집단 내의 긍정적인 사회적 지위를 달성하는 것을 목표로 한다(예: 외부 집단보다 더 나은 집단 내를 만들기 위해 집단 내를 선호하는 것).
3. 합의적 차별은 정확성에 대한 필요[117]에 의해 주도되며, 안정적이고 합법적인 집단 간 지위 계층을 반영한다(예: 높은 지위를 가진 집단 내를 선호하는 것).

### 낙인 이론

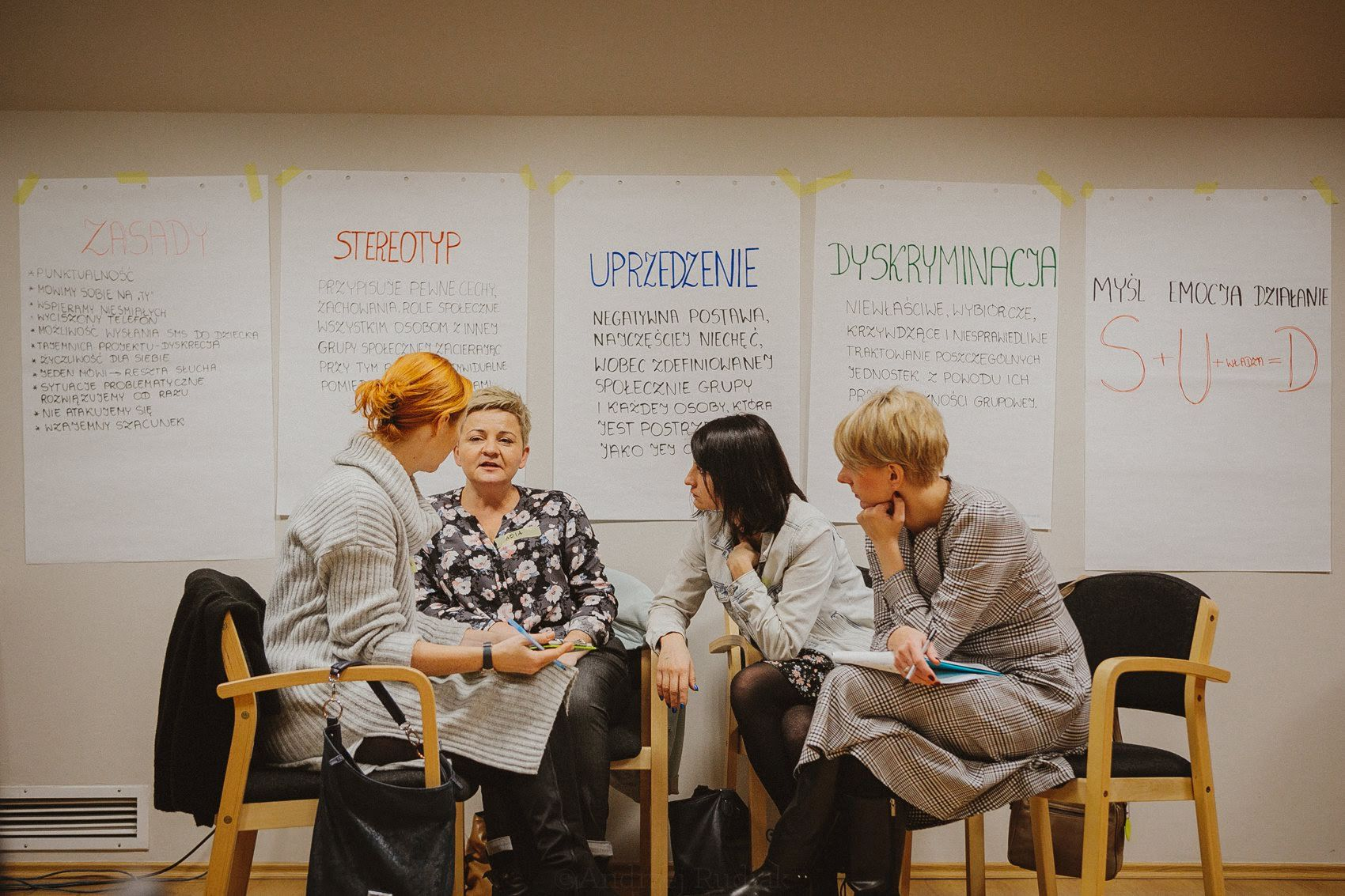
2019년 폴란드 아우슈비츠 유대인 센터에서 열린 차별 반대 교육 워크숍

낙인 이론에서 차별은 소수자에 대한 정신적 분류와 고정관념의 사용으로 나타난다. 이 이론은 차이를 규범으로부터의 일탈로 설명하며, 이는 내적 평가절하와 사회 낙인을 초래하여 차별로 볼 수 있다. 이는 "자연스러운" 사회 질서 묘사에서 시작된다. 이는 파시즘과 사회민주주의의 근본 원리 간에 구별된다. 1930년대 독일의 나치와 1990년대 이전 남아프리카의 아파르트헤이트 정부는 자신들의 정치적 목적을 위해 인종 차별적 의제를 사용했다. 이러한 관행은 일부 현대 정부에서도 계속되고 있다.

### 게임 이론
경제학자 야니스 바루파키스 (2013)는 "완전히 임의적인 특성에 기반한 차별이 실험실에서 빠르게 그리고 체계적으로 발전한다"고 주장하며, 고전 게임 이론이나 신고전파 경제학으로는 이를 설명할 수 없다고 말한다.
2002년에 바루파키스와 숀 하그리브스-힙은 자원봉사자들이 컴퓨터로 진행되는 다중 라운드 매-비둘기 게임을 하는 실험을 수행했다. 각 세션 시작 시 각 참가자는 무작위로 빨간색 또는 파란색이 할당되었다. 각 라운드에서 각 플레이어는 상대방에게 할당된 색상을 알았지만, 상대방에 대한 다른 정보는 몰랐다. 하그리브스-힙과 바루파키스는 세션 내에서 플레이어의 행동이 종종 차별적인 관습을 발전시켜 내시 균형에 도달했음을 발견했다. 여기서 한 가지 색상( "우월한" 색상)의 플레이어는 다른 "열등한" 색상의 플레이어에게 일관되게 공격적인 "매" 전략을 사용했으며, "열등한" 색상의 플레이어는 우월한 색상에 대해 순종적인 "비둘기" 전략을 사용했다. 양쪽 색상의 플레이어는 자신과 같은 색상이 할당된 플레이어와 대결할 때는 혼합 전략을 사용했다. 실험자들은 게임에 협력 옵션을 추가했고, 열등한 플레이어들은 일반적으로 서로 협력하는 반면, 우월한 플레이어들은 일반적으로 협력하지 않는다는 것을 발견했다. 그들은 원래 매-비둘기 게임에서 도달한 균형은 진화 게임 이론에 의해 예측되지만, 게임 이론은 열등한 집단에서 협력이 나타나는 것을 설명하지 못한다고 말한다. 매튜 래빈의 이전 심리학 연구를 인용하며, 그들은 두 집단 간에 다른 권리 규범이 나타나며, 이 규범이 열등한 집단 내에서 "공정성" 균형을 정의할 수 있다고 가설을 세운다.

## 같이 보기
- 임금차별
- 직업차별
- 성 차별
- 우생학
- 인종차별
- 간접차별
- 동성애 혐오
- 종차별주의